# Nevşehir (circonscription électorale)
La circonscription électorale de Nevşehir correspond à la province du même nom et envoie 3 députés à la Grande assemblée nationale de Turquie.

## Composition
La circonscription de Nevşehir est divisée en 8 districts (ilçe). Chaque district est composé d'un chef-lieu et de municipalités (communes et villages).

## Résultats électoraux

### Élections législatives de 2018
| Partis                   | Partis                                        | Voix    | %     | Sièges | +/-           | Élus                             |
| ------------------------ | --------------------------------------------- | ------- | ----- | ------ | ------------- | -------------------------------- |
|                          | Parti de la justice et du développement (AKP) | 101 552 | 53,14 | 2      | 1             | Mustafa Açikgöz et Yücel Menekşe |
|                          | Parti d'action nationaliste (MHP)             | 34 118  | 17,85 | 0      | en stagnation |                                  |
|                          | Parti républicain du peuple (CHP)             | 31 705  | 16,59 | 1      | 1             | Faruk Sariaslan                  |
|                          | Le Bon Parti (İYİ)                            | 17 192  | 9,00  | 0      | Nv.           |                                  |
|                          | Parti démocratique des peuples (HDP)          | 3 329   | 1,74  | 0      | en stagnation |                                  |
|                          | Parti de la félicité (SP)                     | 2 233   | 1,17  | 0      | en stagnation |                                  |
|                          | Parti de la cause libre (HÜDA PAR)            | 558     | 0,19  | 0      | en stagnation |                                  |
|                          | Parti patriote (VATAN)                        | 433     | 0,23  | 0      | en stagnation |                                  |
|                          |                                               |         |       |        |               |                                  |
| Total                    | Total                                         | 191 120 | 100   | 3      | en stagnation | -                                |
| Inscrits / participation | Inscrits / participation                      | 210 901 | 89,69 |        |               |                                  |

### Élections législatives de 2023
| Partis                   | Partis                                        | Voix    | %     | Sièges | +/-           | Élus                            |
| ------------------------ | --------------------------------------------- | ------- | ----- | ------ | ------------- | ------------------------------- |
|                          | Parti de la justice et du développement (AKP) | 81 318  | 39,48 | 2      | en stagnation | Süleyman Özgün et Emre Çalişkan |
|                          | Parti d'action nationaliste (MHP)             | 41 781  | 20,27 | 1      | 1             | Filiz Kılıç                     |
|                          | Parti républicain du peuple (CHP)             | 36 062  | 17,50 | 0      | 1             |                                 |
|                          | Le Bon Parti (İYİ)                            | 32 447  | 15,74 | 0      | en stagnation |                                 |
|                          | Nouveau parti de la prospérité (YRP)          | 4 123   | 2,00  | 0      | Nv.           |                                 |
|                          | Parti de la victoire (ZP)                     | 2 627   | 1,27  | 0      | Nv.           |                                 |
|                          | Parti de la grande unité (BBP)                | 1 827   | 0,89  | 0      | en stagnation |                                 |
|                          | Parti de la gauche verte (YSP)                | 1 659   | 0,80  | 0      | en stagnation |                                 |
|                          | Parti de la patrie (M)                        | 1 061   | 0,51  | 0      | Nv.           |                                 |
|                          | Parti des travailleurs de Turquie (TIP)       | 967     | 0,47  | 0      | en stagnation |                                 |
|                          | Parti de la justice (AP)                      | 631     | 0,31  | 0      | Nv.           |                                 |
|                          | Parti de la mère patrie (ANAP)                | 434     | 0,21  | 0      | en stagnation |                                 |
|                          | Parti patriote (VATAN)                        | 236     | 0,11  | 0      | en stagnation |                                 |
|                          | Parti jeune (GP)                              | 172     | 0,08  | 0      | en stagnation |                                 |
|                          | Parti des droits et libertés (HAK)            | 146     | 0,07  | 0      | en stagnation |                                 |
|                          | Parti communiste de Turquie (TKP)             | 127     | 0,06  | 0      | en stagnation |                                 |
|                          | Parti de la nation (MP)                       | 125     | 0,06  | 0      | en stagnation |                                 |
|                          | Parti de libération du peuple (HKP)           | 124     | 0,06  | 0      | en stagnation |                                 |
|                          | Parti de gauche (SOL)                         | 118     | 0,06  | 0      | en stagnation |                                 |
|                          | Mouvement communiste (TKH)                    | 52      | 0,03  | 0      | Nv.           |                                 |
|                          | Parti de l'innovation (YP)                    | 39      | 0,02  | 0      | Nv.           |                                 |
|                          | Parti de la justice et de l'unité (AB)        | 9       | 0,00  | 0      | Nv.           |                                 |
|                          | Parti de l'union du pouvoir (GBP)             | 3       | 0,00  | 0      | Nv.           |                                 |
|                          | Parti de la route nationale (MYP)             | 1       | 0,00  | 0      | Nv.           |                                 |
|                          |                                               |         |       |        |               |                                 |
| Total                    | Total                                         | 206 089 | 100   | 3      | en stagnation | -                               |
| Inscrits / participation | Inscrits / participation                      | 225 497 | 90,51 |        |               |                                 |